# Polina Osipenko
Polina Denisovna Osipenko (ogift Dudnik, i första giftet Govjaz) född 8 oktober (25 september g.s.) 1907, död 11 maj 1939, var en sovjetisk pilot och en av de första kvinnorna som tilldelades titeln Sovjetunionens hjälte.
Polina föddes i en jordbrukarfamilj till fadern Denis Jemeljanovitj och modern Feodosia Fjodorovna. Polina var det nionde barnet i syskonskaran. 

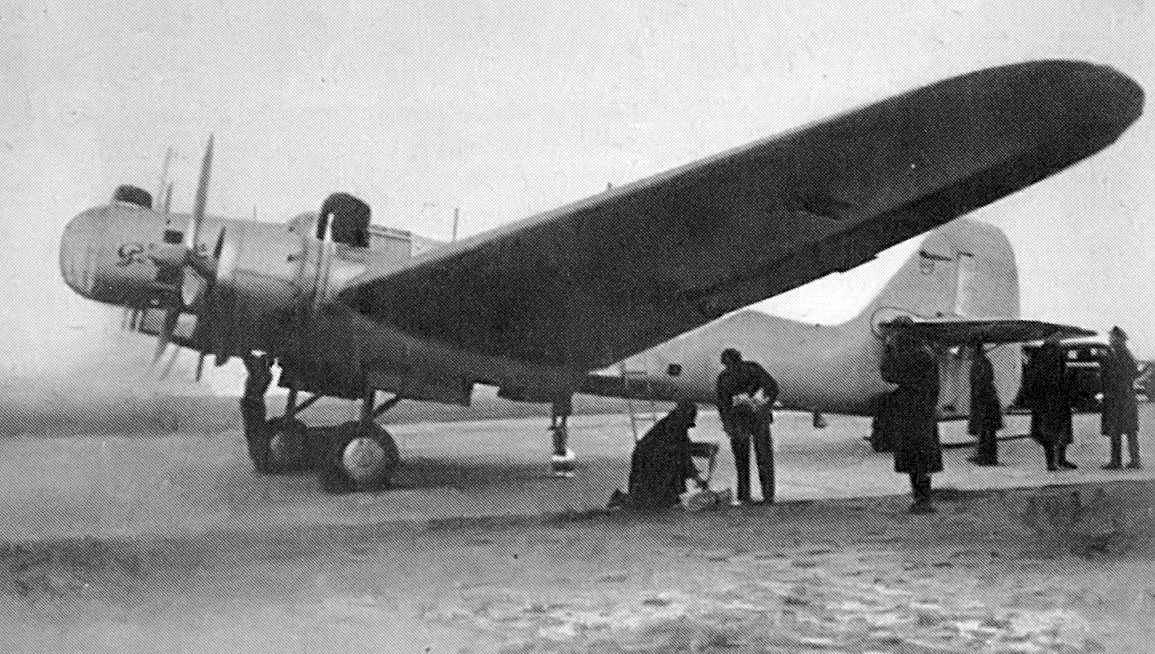
Rekordflygplanet ANT-37 Rodina.

Sommaren 1937 satte Osipenko tre världsrekord för höghöjdsflygningar både med och utan last. Året därefter ledde hon en flygning utan mellanlandningar som gick från Sevastopol till Archangelsk. Osipenko satte dessutom tillsammans med Valentina Grizodubova och Marina Raskova världsrekordet för den längsta flygningen med enbart kvinnor i besättningen. De flög en 6 450 kilometer lång sträcka från Moskva till Komsomolsk, varav 5 908 kilometer utan mellanlandning.
Polina Osipenko dog den 11 maj 1939 i en flygolycka när hon tränade instrumentflygning med Anatolij Serov. Hennes aska är begravd i Kremlmuren.
Ett monument har rests över henne i Berdjansk i Ukraina
Nedslagskratern Osipenko på planeten Venus är uppkallad efter henne.